# Danuta Hübner
Danuta Maria Hübner (Nisko, Polonia, 8 de abril de 1948) es una economista, académica, y política polaca. Actualmente es la presidenta de la Comisión de Asuntos Constitucionales del Parlamento Europeo y Diputada del Parlamento Europeo por Polonia. Fue Comisaria Europea de Política Regional en la Comisión Europea, brazo legislativo de la Unión Europea hasta 2009. Antes de ocupar ese cargo había sido Ministra de Exteriores y de Asuntos Europeos en su país. No milita en ningún partido político.

## Biografía
Nació el 8 de abril de 1948 en Nisko, una población situada en el voivodato de Subcarpacia. Estudió economía en la Universidad de Varsovia, y más tarde amplió sus estudios en la Universidad Autónoma de Madrid y en la Universidad de Sussex, en la que hizo el doctorado en 1974. Desde 1992 es profesora de la Escuela de Economía de Varsovia.

## Actividad política
Sin estar afiliada a ningún partido político fue nombrada consejera del primer ministro de Polonia Waldemar Pawlak en 1994, así como del Ministerio de Finanzas. En 1995 fue nombrada subsecretaria del Ministerio de Industria y Comercio, cargo que desempeña hasta 1996.  Asimismo en este periodo fue la líder de la delegación polaca que permitió la entrada de este país en la Organización para la Cooperación y el Desarrollo Económico (OCDE). 
Entre 1996 y 1997 fue la cabeza de las negociaciones bilaterales entre Polonia y la Unión Europea (UE), que permitieron la entrada de este país en este organismo el mayo de 2004. En 1998 fue nombrada consejera económica del presidente de Polonia Aleksander Kwaśniewski, ocupando a partir de 2001 el cargo Ministra de Asuntos exteriores y en 2003, Ministra de Asuntos Europeos, cargo que ocupó hasta la entrada de Polonia a la UE.
Con la entrada de Polonia como miembro de pleno derecho de la Unión Europea, el 1 de mayo de 2004 fue nombrada   Comisaria Europea de Comercio en la Comisión Prodi, cargo que compartió con Pascal Lamy. En la formación de la Comisión Barroso fue nombrada Comisaria Europea de Política Regional, cargo que ocupó hasta el 4 de julio de 2009. Actualmente es eurodiputada y presidenta de la Comisión de Desarrollo Regional.